# 深田和彦
深田 和彦（ふかだ かずひこ、1962年10月19日- ）は、元福島放送アナウンサー、元エフエム江戸川のパーソナリティ。

## 略歴
大阪府出身。中央大学卒業後に日立製作所に入社。同社退社後に東京アナウンスアカデミー出身。1992年にアナウンサーとして福島放送へ入社。2001年からは、コミュニティＦＭラジオエフエム江戸川パーソナリティー。

## 人物
- 29歳で異業種からのアナウンサー採用は未経験者では、ANN系列最年長記録である。
- 中央大学人物研究会でのインタビューは、元官房長官の森山眞弓議員、松井明（日本原子力文化振興財団理事長・元駐フランス大使）。
- 福島放送では大きめの縁眼鏡、サスペンダーというラリー・キング風や蝶ネクタイを着用するなどの出で立ちで出演することがあった。
- 趣味はスキューバダイビング、フルートの演奏。
- 好きな食べ物はアイスクリーム、ビワ。
- 好きな言葉は一日一歩。

## 福島放送時代
『ふくしまニュース1番街』のキャスターや『KFBニュース』、高校野球中継、ウェザー情報、特別番組の司会、対談番組、『ふくしまスーパーJチャンネル』中継コーナーを担当した。同期には福田浩子がいる。『ふくしまニュース一番街』のスポーツコーナーでは毎週月曜にサッカーJFL「福島FC」応援コーナーを担当し、公式戦全試合の結果を県内の民放局で唯一伝え、チームの発足から解散まで詳しく取り上げていた。
福島支社に異動後、社会部キャップ、県政記者を担当した。福島放送で初の東北スポーツ記者クラブ所属。

## エフエム江戸川時代
2001年から、東京のコミュニティエフエム・エフエム江戸川でパーソナリティー・中継リポーター、ニュース、天気予報を担当した。
コミュニティエフエムでは、異例となる対談コーナーのインタビュアーを長年務める。日本を代表するオールジャンルの著名人が登場した。
中継インタビューの出演者
北村正任（毎日新聞社社長）、山口昭男（岩波書店社長）、田中長徳（写真家）、植田いつ子（上皇后美智子のデザイナー）、樺山紘一（国立西洋美術館館長）、勅使河原茜（草月流四代家元）、海部宣男（国立天文台長）、原博実（FC東京監督）、飯守泰次郎（指揮者）、中村征夫（水中写真家）、大萩康司（ギタリスト）、山瀬理桜（ハルダンゲルバイオリニスト）、有馬朗人（元東京大学総長）、妹島和世（建築家・プリツカー賞（The Pritzker Architecture Prize）受賞）、岡野雅行（岡野工業社長）、細川佳代子（スペシャルオリンピックス日本代表）、アーサー・ビナード（俳人）、井部俊子（聖路加看護大学学長）、本田和子（お茶の水女子大学学長・名誉教授）、ウィリアム・カリー（上智大学学長）、岡野俊一郎（日本サッカー協会元会長）、松尾葉子（指揮者）、古橋広之進（日本水泳連盟元会長）、外山啓介（ピアニスト）、麻倉未稀（歌手）、酒井直樹（柏レイソルコーチ）、根岸規雄（ホテルオークラ総料理長）、高井陸雄（東京海洋大学学長）、佐藤孝吉（元日本テレビエグゼクティブディレクター）、アルフレド・マルティス（駐日パナマ大使）、ほしのゆみ（漫画家）、岡本賢（久米設計社長）、中沢嗣子（中村部屋（師匠＝元関脇富士桜）のおかみさん）、三浦一馬（バンドネオン奏者）、 尾崎たまき（水中写真家）、原口一之（南極観測船しらせ第11代艦長）、鷹野隆大（第31回木村伊兵衛写真賞受賞写真家）、高木竜馬（ウラディーミル・ホロヴィッツ記念国際ピアノコンクール・ジュニア部門優勝者）、牧阿佐美（新国立劇場舞踊芸術監督）、大岩真由美（FIFA公認国際女子主審）、冴木杏奈（タンゴ歌手）、北見マキ（日本奇術協会会長）、早稲田大学交響楽団など。
- ほしのゆみのホームページには、インタビュー時のイラスト及び「中継リポーターの深田さんの軽快な話術」と感想が描かれている（「絵日記でもかいてみようかMAIDO（公式サイト） 2005年11月30日」）

スポーツでもコミュニティエフエムで唯一FIFAワールドカップ・アジア予選日本対イラン戦のファンの様子を、イランテヘランの現地から電話生中継した。

## 福島放送での担当番組
- ふくしまニュース1番街　キャスター
- ふくしまスーパーJチャンネル　街角中継リポーター
- 高校野球実況中継
- KFBニュース
- ウェザー情報
- 会津大学開学特番
- 東邦銀行新春対談
- 大東銀行新春対談
- 知事・市長対談
- 福島国体開会式特別番組総合司会
- 福島国体冬季大会特別番組
- 福島国体秋季大会特別番組
- 磐越自動車道開通特別番組
- 目指せ国際人ディレクター・リポーター

## エフエム江戸川での担当番組
- ヒューマンズトーク
- 明日へ
- 笑顔りんりん
- 季節は彩りの中で
- S盤アワー
- 昭和・平成歌謡大全集
- 江戸川区民祭り
- 江戸川区小学生卒業記念ナイトウォーク